# Ioan Iordănescu

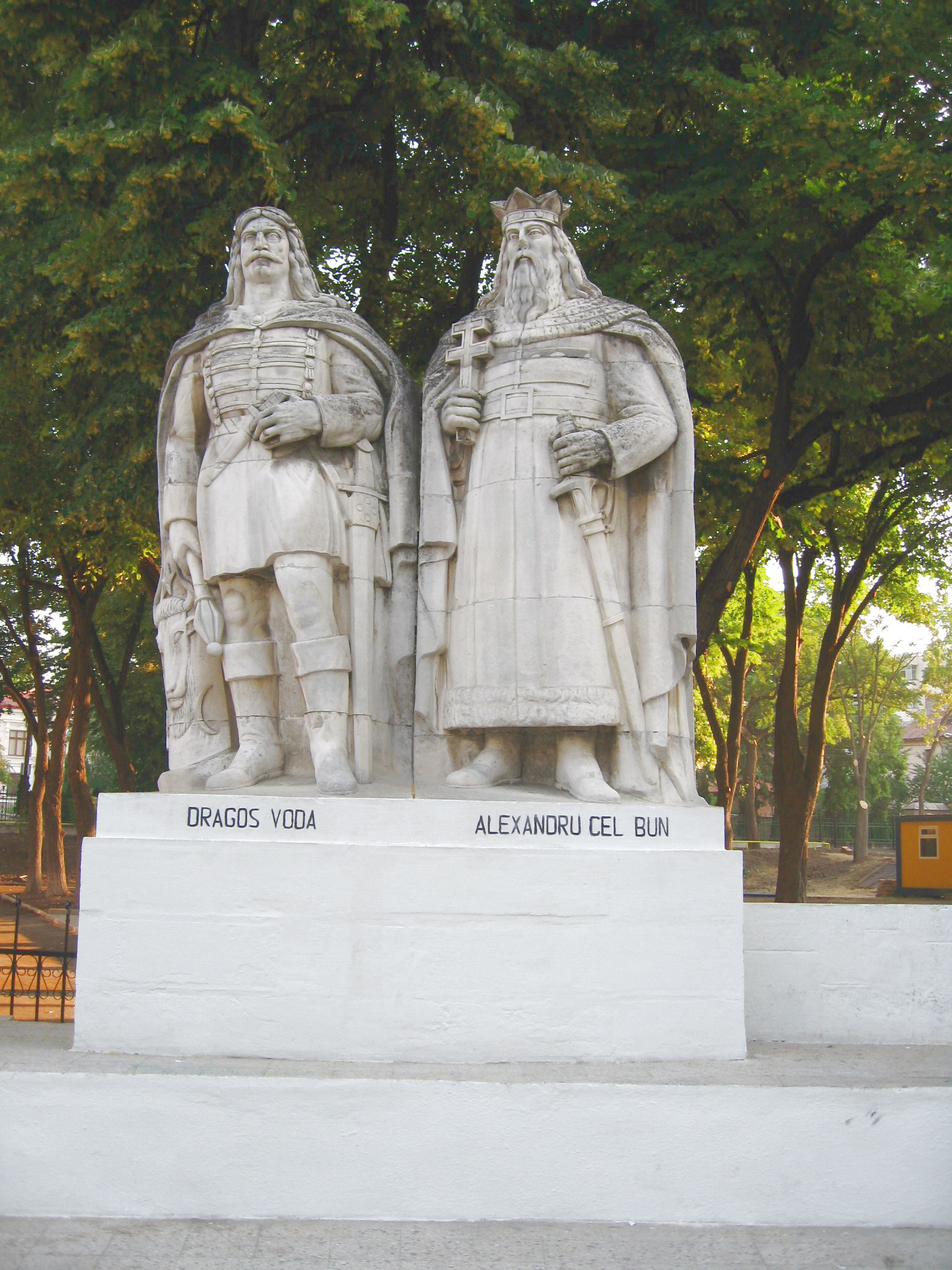
Dragoş Vodă şi Alexandru cel Bun

Ioan Iordănescu (n. 18 iulie 1881, București – d. 26 decembrie 1950, București) a fost un sculptor român.
Ioan Iordănescu a absolvit liceul și apoi, în 1904, Școala de Belle Arte din București.
În 1906 a expus la expoziția Tinerimea română, și apoi la expoziția jubiliară, fiind remarcată lucrarea Micul dorobanț.
În 1907 a plecat să studieze la Paris, cu Julien și Verlet.
În 1908, a plecat în Italia, spre a studia marii maeștri.
A expus la saloanele oficiale din anii 1924, 1925, 1927, 1929, 1930, 1940. S-a remarcat prin lucrările de sculptură monumentală cu caracter istoric și simbolic.

## Opera
Principalele sale lucrări sunt: 
- Grija de mâine,[2]
- Fericirea unei tinere mame,[2]

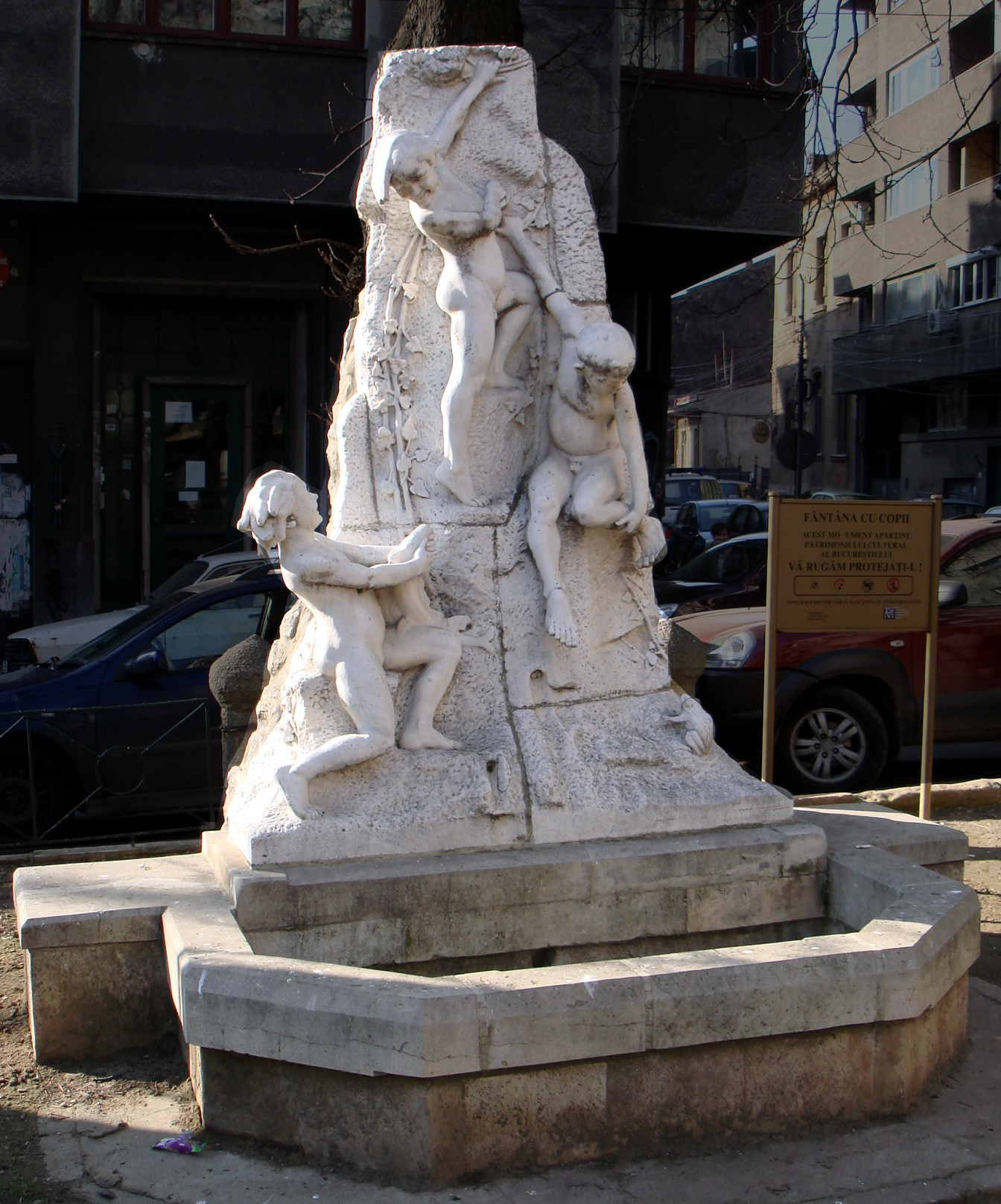
Fântâna cu copii

- Fântâna cu copii (București, Str. Dionisie Lupu). Este înscrisă în Lista monumentelor istorice 2004 - Municipiul București, cu cod LMI B-III-m-B-20009.[3][4],
- Monumentul lui Costache Negri (Dezvelit la 17 iunie 1912, în Galați, în mijlocul Pieței Regale, azi, intersecția străzii Nicolae Bălcescu cu strada Brăilei),[1]
- Bustul lui Alexandru Ghica din Alexandria (1914)[5]
- Statuia alegorică a domnitorului Alexandru Ioan Cuza din Alexandria, ridicată prin contribuție publică în anul 1915 în parcul central al orașului.Cod: cod LMI TR-III-m-B-14516[5][6]
- Monumentul Eroilor din Râmnicu Vâlcea (1915)[7]
- Monumentul Eroilor din Mizil (1921)[8]
- Grupul statuar “Pe aici nu se trece”, înfățișându-i pe Regele Ferdinand I al României și zeița Nike, zeița victoriei din mitologia greacă, operă realizată în anul 1924, aflată în prezent în Mausoleul din Parcul Carol.[9]
- Monumentul Eroilor din Băilești, inaugurat la 24 octombrie 1924.[10]
- Monumentul Vasile Conta (1927),
- Monumentul Eroilor (Parcul Tineretului din Slobozia, inaugurat 10 iunie 1928)[11]
- Monumentul eroilor pentru independență din Corabia (1929),[12]
- Monumentul eroilor din Primul Război Mondial, Oltenița (1930) [13]
- Monumentul Mihai Cantacuzino (1930 Călărași),
- Monumentul Cuza Vodă (1931, Iași),
- Dragoș Vodă și Alexandru cel Bun ca parte din Grupul Statuar al Voievozilor din Iași (1934)
- Statuile Durerea și Nădejdea și două basoreliefuri, realizate în 1930 – 1934, care flanchează scara principală a Crematoriului Cenușa din București.[14]
- Monumentul eroilor din Azuga (1937). Constă din două grupuri statuare în mărime naturala, din bronz, în dreapta o femeie simbolizând Patria sprijină un ostaș rănit; în stânga Ecaterina Teodoroiu în uniformă militară, în momentul când este lovită de un glonț ucigaș, lângă un soldat sprijinit de un tun.[15]

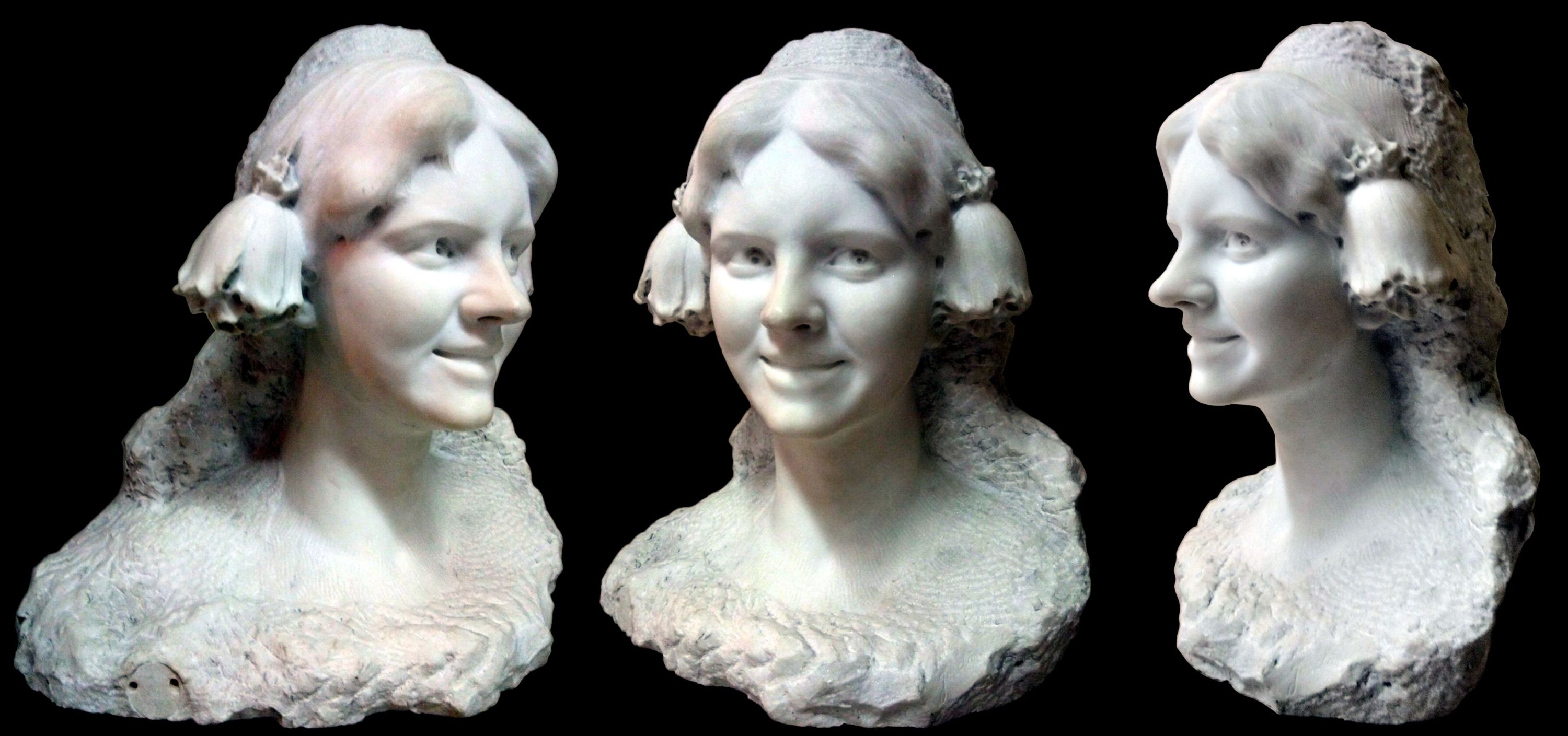
Cap de fată - de Ioan Iordănescu, la Muzeul Național de Artă al României

- Orbul,
- Pictorița,